# Психічні явища
Психі́чні я́вища або душевні (ψυχή давн-гр. — душа) прояви — основний предмет в наукових дослідженнях психіки, сама психіка визначається як система суб'єктивних явищ.
 Радянська психологічна традиція визначає такі різновиди психічних явищ:
- психічні процеси, спрямовані на пізнання довколишнього та внутрішнього світу;
- психічні стани, що характеризують внутрішні переживання і визначають перебіг діяльностей;
- психічні властивості, стійкі риси, що відрізняють людину від інших як особистість і виявляються у поведінці;
- масовидні явища психіки, подібні до названих вище, але мають місце лише в соціальних взаємодіях великої кількості людей.

Не існує єдиної класифікації психічних процесів, станів та якостей. Водночас, в літературі вони згадуються у величезній кількості. Часто психічні явища класифікуються не за суттєвими ознаками, а за логікою їх дослідження (виходячи з потреб дослідження, увага трактується і як процес, і як стан). Причиною цього є і недостатнє опрацювання психологічної методології, але головним чином — складність предмету дослідження, в якому рутинні явища межують з унікальними феноменами, і динаміка така, що, наприклад, повторювані психічні стани закріплюються як індивідуальні властивості.

## Складності пізнання психічних явищ
Це — особливий клас явищ, перебіг яких пов'язаний з внутрішнім суб'єктивним світом. Така особливість різко відрізняє психічні явища від, наприклад, фізичних явищ: останні мають матеріальну природу (речовинну або польову), сприймаються нами через органи відчуттів (часто — опосередковано спеціальними приладами) та можуть бути чітко локалізовані в просторі та часі. На сьогоднішній рівень знань, жодну з цих трьох ознак не можна приписати психічним явищам. Вони, натомість, — ідеальні, тобто існують як ідеї у свідомості та несвідомому шарі психіки, можуть бути пізнані лише через рефлексію або результати душевної діяльности. Водночас, очевидним є тісний зв'язок психічних явищ з явищами матеріального світу, з роботою головного мозку. Цей зв'язок складає зміст так званих психофізичної та психофізіологічної проблем, які мають більш як двотисячолітню історію розгляду (див.).
З точки зору метафізики, виникає ще одне питання: коли ми говоримо про психічні явища, то що є сутністю, ними проявленою, і якою є природа цієї сутності? З такої точки зору, система сучасного психологічного знання є вкрай неповною непослідовною, оскільки обмежується розглядом наслідкового зовнішнього моменту, забувши про причинний і внутрішній.

Складність досліджуваної реальности приводить ще й до того, що позитивістами «душа, свідомість, явища психіки» оголошуються штучними конструктами, які не підлягають науковому розгляду. Ставиться під питання і науковість психологічної науки (за афоризмом: не точних наук не буває).